# 丘丘哈維拉河
丘丘哈維拉河是玻利維亞的河流，位於該國西部拉巴斯省的拉雷卡哈省，處於玻利維亞瑞阿爾山脈以北，屬於貝尼河的一部分，最終注入卡卡河。